# Stehplatz
Ein Stehplatz bezeichnet einen Raum, der für stehende Personen nutzbar und reserviert ist. Unter dem Begriff Stehplatz ist nicht lediglich zweidimensional eine bestimmte Fläche (Platz), sondern ein dreidimensionaler Raum zu verstehen. Pendant ist der Sitzplatz.

## Allgemeines
Stehplätze werden heutzutage vor allem in Transportmitteln (in Bussen und Wasserfahrzeugen des Nahverkehrs, Regionalzügen oder Seilbahnen, Aufzügen), in Veranstaltungsorten (Konzerthallen, Stadien) und bei Arbeitsplätzen verwendet und gesetzlich oder mittels Normen definiert. Dabei steht der Stehplatz als finanziell günstige Alternative dem Sitzplatz gegenüber
Stehplätze können auch an oder auf Transportmitteln bestehen (zum Beispiel bei Müllsammelfahrzeugen, landwirtschaftlichen Fahrzeugen, Hubstapler, Gabelstapler etc.). In diesem Zusammenhang handelt es sich in der Regel um Arbeitsplätze.

## Ausgestaltung von Stehplätzen
Stehplätze müssen so ausgestaltet werden, dass sie den beförderten, wartenden, beobachtenden etc. Personen entsprechend einen sicheren Aufenthalt ermöglichen. Für Stehplätze muss daher ausreichend Raum und es müssen geeignete Schutz- und Festhalteeinrichtungen in ausreichender Anzahl vorhanden sein.

### Mindestfläche
Die Mindestfläche für Stehplätze wird je nach Anforderung festgelegt. In Versammlungsstätten ist die Festlegung der Mindestfläche für einen Stehplatz Ländersache (Deutschland, Österreich – siehe unten). In Beförderungsmitteln wird durchschnittlich von 4 Personen je Quadratmeter im Regelbetrieb ausgegangen (= 0,25 m² je Person). Bei verdichteter Beförderungszahl und Sonderanlagen von etwa 8 Personen je Quadratmeter (= 0,125 m² je Person).
Zur Berechnung der Anzahl der zulässigen Stehplätze werden verschiedene Faktoren einbezogen. Von der Gesamtnutzfläche werden zum Beispiel Flächen für
- Stufen,
- Türen und Türflügelschwenkbereiche,
- Trennwände, Absperrflächen, Absperrgitter, Haltegriffe, Geländer etc.,
- Flächen, bei denen ein aufrechtes Stehen nicht möglich ist,
- Flächen, die nicht zugänglich sind.

abgezogen. Bei Fahrzeugen werden zusätzlich bestimmte Flächen nicht einbezogen:
- Fläche des Führerraumes,
- Fläche deren Neigung ein sicheres Stehen während der Fahrt nicht gewährleistet,
- Fläche aller Bereiche, bei denen die lichte Höhe über dem Fußboden weniger als 1,80 m beträgt (in der Regel ohne Berücksichtigung der Haltegriffe);
- Flächen, bei denen die Sicht auf den Rückspiegel oder sonstige Sicherheitseinrichtungen verstellt wird;

### Versammlungsstätten
Die höchste zulässige Personenanzahl und damit auch der Stehplätze je Versammlungsstätte richtet sich unter anderem nach den vorhandenen Not- und Fluchtwegen, der maximalen Größe der Versammlungsstätte, Anzahl von Versammlungsräumen / -plätzen, Art der Veranstaltung, der Belüftungsanlage, feuerpolizeilichen Beschränkungen, Größe der sanitären Anlagen etc.
Als Grundregel gilt ein bis zwei maximal drei Besucher je m² Grundnutzfläche des Versammlungsraumes. Für Stehplätze auf Stufenreihen wird teilweise eine höhere Anzahl von Personen zugelassen (zum Beispiel zwei bis vier Besucher je laufendem Meter Stufenreihe).
Ausnahmen bestehen in den gesetzlichen Bestimmungen oftmals für die dem Gottesdienst gewidmeten Räume oder Gebäude, Unterrichtsräume an Schulen, Seminarräume, beispielsweise in Hochschulen, Ausstellungsräume in Museen und teilweise für Fliegende Bauten.
Die Stehplätze in Versammlungsstätten, insbesondere in Opern und ähnlichen, werden teilweise abwertend als billige Plätze (zum Beispiel Trampelloge) bezeichnet und angesehen.

### Fahrzeuge

#### Bodenfahrzeuge
Die Anzahl der Sitz- und Stehplätze richtet sich bei Bodenfahrzeugen in der Regel nach den baulichen Gegebenheiten, Nutzlast des Fahrzeuges, den Verkehrswegen sowie die Höhe des Innenraumes und der Abmessungen und Anordnung der Türöffnungen (und Notausstiegen), durch welche ein rasches Aussteigen der beförderten Personen ermöglicht sein muss. Ausnahmen sind vielfach für Fahrzeuge des Militärs, des Zivilschutzes, der Feuerwehr, der Polizei, des Zolls und des Rettungsdiensts vorgesehen.
Nach der schweizerischen Verordnung über die technischen Anforderungen an Strassenfahrzeuge (SR 741.41, Anhang 9) muss die Grundfläche eines Stehplatzes mindestens 0,125 m² (Zif. 26) bzw. 0,15 m² (Zif. 332.41) betragen.
In § 15 Abs. 1 der österreichischen Straßenbahnverordnung 1957 (aufgehoben) war vorgesehen, dass für die Berechnung der Stehplatzanzahl für jeden Stehplatz
- auf der Plattform 0,20 m²,
- im Fahrzeuginnern 0,25 m²

benutzbare Bodenfläche zugrunde zu legen sei. Nach § 15 Abs. 2 dieser Straßenbahnverordnung 1957 war vorübergehend auch eine stärkere als die errechnete Besetzung zulässig, wenn die stärkere Besetzung aus Verkehrsgründen unvermeidbar und durch diese das Zugpersonal nicht gehindert war, neben seinen Dienstverrichtungen noch für die Sicherheit der Fahrgäste zu sorgen. Es war auch vorgesehen, wenn ausschließlich Kinder mit ihren Aufsichtspersonen befördert wurden, dass eine entsprechend höhere Besetzung zulässig war.
Siehe auch zur stehenden Transportweise durch Einzelfahrzeuge: Segway Personal Transporter.

#### Personenaufzüge und Seilbahnen
Der Fahrkorb einer Personen-Aufzuganlage bzw. Kabine einer Seilbahn (Pendelbahn) muss so ausgelegt und gebaut sein, dass diese die erforderliche Nutzfläche und Festigkeit entsprechend der vom Herstellerbetrieb festgelegten höchstzulässigen Personenzahl und Tragfähigkeit des Aufzugs aufweist.
Ebenso sind weitere Kriterien die baulichen Vorgaben des raschen Aus- und Zustieges und die Bergung von Personen im Notfall.

#### Wasserfahrzeuge
Bei Wasserfahrzeugen richtet sich die höchstzulässige Personenanzahl und damit auch der Stehplätze nach den baulichen Gegebenheiten, der Tragfähigkeit des Fahrzeuges und insbesondere auch den vorhandenen Rettungseinrichtungen.

#### Flugzeuge

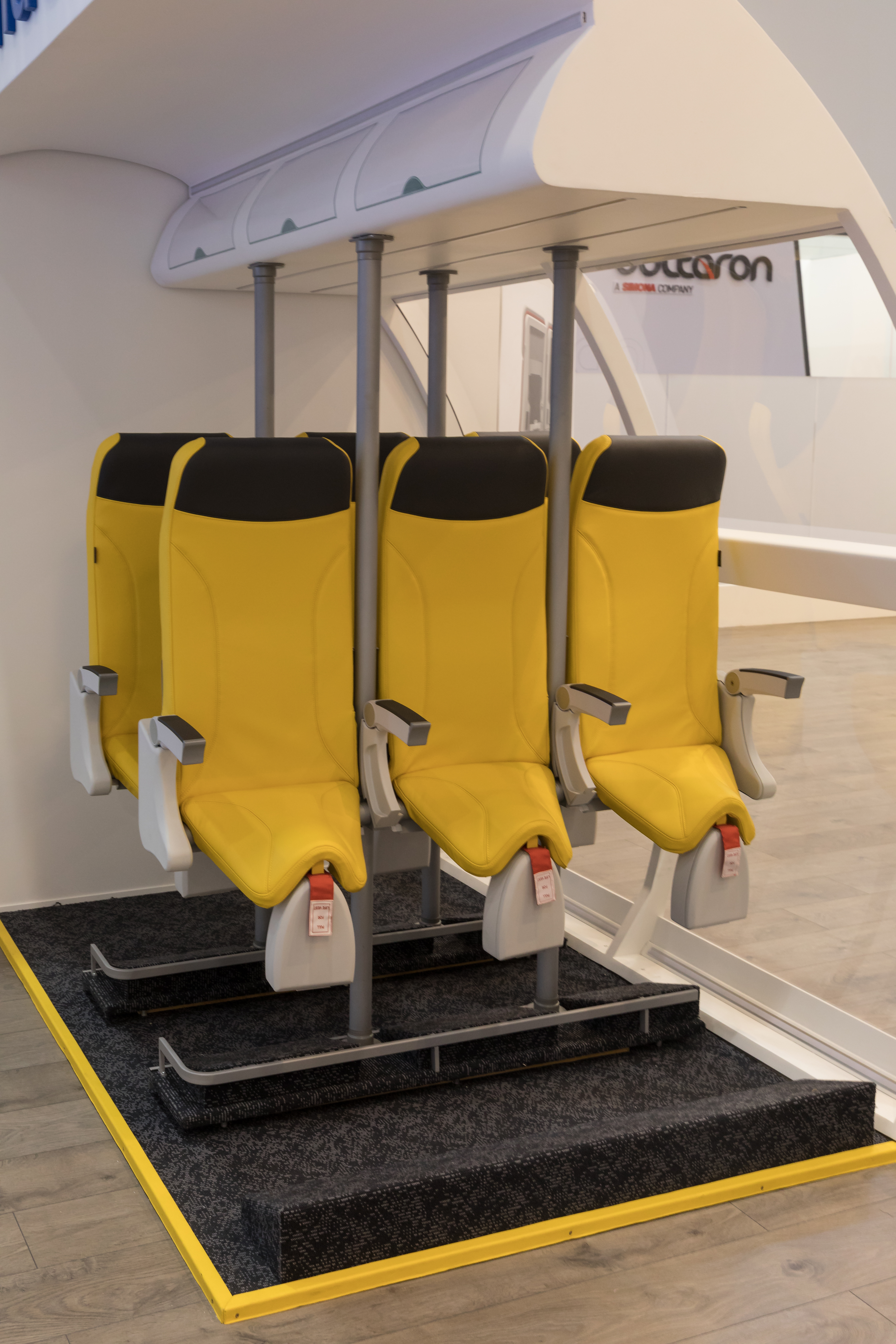
Stehsitz-Prototyp für Kurzstreckenflüge

Stehplätze in Flugzeugen wurden für Kurzstreckenflüge in die Diskussion gebracht, sind aber aus Sicherheitsgründen nicht zulässig. Bei Aerostaten, wie Heißluftballons sind Stehplätze dagegen durchaus üblich.

#### Festhaltevorrichtungen in Fahrzeugen
In Fahrzeugen sind entsprechend der Anzahl der Stehplätze, dem zugelassenen Beförderungsfahrzeug, der Einsatzstrecke etc. Festhaltevorrichtungen (Handläufe, Halteriemen oder sonstige Festhaltevorrichtungen) vorzusehen.
Festhaltevorrichtungen müssen so beschaffen und angeordnet sein, dass diese auch von den beförderten Personen (Erwachsene, Kinder) benutzt werden können. Erforderlichenfalls sind auch noch Geländer oder ein festes Schanzkleid vorzusehen. Festhaltevorrichtungen müssen für die Beförderung von Kindern in einer Höhe von 800 mm bis 1100 mm (Erwachsene maximal 1900 mm) über dem Fahrzeugboden angeordnet und für jeden Stehplatz eine Mindestgrifflänge von >80 mm vorhanden sein. Für Deutschland auch: Anlage X zu § 35e Abs. 4, § 35f, § 35i) StVZO.

### Temporäre Stehplätze und Klappsitze
Temporäre Stehplätze bestehen an den Stellen, an denen alternativ Klappsitze (Notsitze) zur Verfügung stehen. Klappsitze sind für den gelegentlichen Gebrauch vorgesehene Notsitze, die normalerweise umgeklappt sind und bei denen der Raum im umgeklappten Zustand des Sitzes je nach baulicher Gegebenheit auch als Stehplatz verwendet werden kann.

### Ungeeignete Stehplätze
Als Stehplätze ungeeignet sind in der Regel Zu- und Abgänge, Not- und Fluchtwege, Stufen (Ausnahme: spezielle zugelassene Stufenplätze), Treppenabsätze, Sitzflächen, Flächen, bei denen ein aufrechtes Stehen nicht möglich ist etc.

## Stehplatz als Strafe
Bestimmte Stehplätze als Strafe dienten vor allem in der Vergangenheit zur Verdeutlichung der Ausgrenzung von bestimmten Personen aus einer Gemeinschaft. Die Strafe selbst beinhaltete teilweise
- sowohl die Anstrengung durch das Stehen selbst als auch
- die Ausgrenzung der Person, welche wenn die anderen sitzen durften, stehen musste oder
- welche abseits der anderen (stehenden) Personen stehen musste.[17]

## Der Stehplatz als sozialer Ort
Der Stehplatz in Veranstaltungsstätten wie Theater, Oper, Konzerthaus oder Kino befindet sich auf dem „Stehparkett“ und gehört zur verächtlich so bezeichneten Gruppe der „billigen Plätze“. Heute kommt er im deutschen Sprachraum seltener vor. Verbreitet ist der Stehplatz bei Popkonzerten und in Fußballstadien, wo er zur Fankultur gehört.
Im shakespeareanischen Theater des 17. Jahrhunderts standen die „Groundlings“ direkt vor der Bühne und konnten mit Schreien und Zwischenrufen auf die Darbietung reagieren. Im englischen Sprachraum heißt eine Aufführung, die wegen des erwarteten Zuschauerandrangs nur Stehplätze bietet, „standing-room only“, abgekürzt „SRO“. Mit der Zeile „We all love her, so she plays SRO“ findet sich der Ausdruck auch in der englischen Übersetzung „Take It Off, Petronella“ des Dirnenliedes „Zieh dich aus, Petronella“ von Kurt Tucholsky und Friedrich Hollaender. Der Wiener Operndirektor Claus Helmut Drese beschrieb den Stehplatz der Vorkriegszeit als Ort radikaler Intoleranz und Vorschule faschistoiden Meinungsterrors. Für Oscar Wilde befanden sich auf dem Stehplatz die gewöhnlichen und ungebildeten Besucher.
Der Wiener Theaterkritiker Peter Jarolin meinte, „echte Opernliebhaber“ seien in ihrer Jugend geradezu zu Stehplätzen verpflichtet: „Das ist irgendwie Ehrensache und eines jener ungeschriebenen Gesetze, die es zu befolgen gilt.“

## Normen
- Richtlinie 2001/85/EG des Europäischen Parlaments und des Rates vom 20. November 2001 über besondere Vorschriften für Fahrzeuge zur Personenbeförderung
- Deutschland: EN 13200 / DIN 13200 (Zuschaueranlagen).
- Verwaltungsvorschrift: Richtlinie zur Beurteilung von Stehplätzen in Kraftomnibussen (OmnibusStehplBeurtRL), Beuth Verlag 1984.
- Österreich: EN 13200 / ÖNORM EN 13200 (Zuschaueranlagen).